# Alicia Brandet
Alicia Brandet (Nueva York, 8 de enero de 1943-Cancún, 20 de diciembre de 1984) fue una actriz estadounidense conocida por sus papeles en películas de commedia all'italiana de la década de 1960, incluidas The Dolls (1965), I due evasi di Sing Sing (1964) y Weekend, Italian Style (1966). También es conocida por su interpretación de Mandy Rice-Davies en The Christine Keeler Story (1963).

## Biografía

### Primeros años
Nació como Alicia Mowat el 8 de enero de 1943 y creció en el oeste de Los Ángeles. Sus padres eran Donald Mowat y Norma (de soltera Peterson) Mowat. Su padre era fiscal municipal adjunto en Van Nuys. Cuando era adolescente, compitió en concursos de belleza y ganó los títulos de "Miss Venice Surfestival", "Miss Malibu" y "Miss Huntington Beach".
En octubre de 1960, junto a sus padres se mudó a Canoga Park, Los Ángeles. Asistió al San Fernando Valley State College, donde estudió teatro.

### Carrera
A la edad de 19 años, mientras estudiaba en la universidad, viajó a Suecia. Según los informes, se quedó sin dinero y comenzó a trabajar como modelo y actriz para financiar sus continuos viajes. Mientras estaba en Europa, comenzó a usar el nombre profesional de Brandet, y apareció en varias películas europeas, incluida The Christine Keeler Story, sobre el caso profumo, en la que interpretó a Mandy Rice-Davies, protagonizada junto a John Drew Barrymore e Yvonne Buckingham. También apareció en seis películas italianas durante este tiempo, incluida Giulietta de los espíritus de Federico Fellini, en la que tuvo un papel no acreditado como bailarina.
Apareció en varias películas italianas más a lo largo de la década de 1960, principalmente en el género commedia all'italiana. 
Brandet regresó a Estados Unidos para continuar actuando desde los años 1970 a los 1980.
El 20 de diciembre de 1984, Brandet murió por sobredosis de opiáceos a la edad de 41 años. Sus restos fueron cremados.

## Filmografía
- The Christine Keeler Story (1963) como Mandy Rice-Davies
- I maniaci (1964) como Rosetta
- The Twelve-Handed Men of Mars (1964) como Frida
- What Ever Happened to Baby Toto (1964) como Inga
- I due evasi di Sing Sing (1964) como Ruth Allenby
- Los ragazzi dell'hully-gully (1964)
- The Dolls (1965) como Armenia (segmento: La telefonata)
- Latin Lovers (1965) como Ursula (segmento: La grande conquista )
- How We Got Into Trouble With the Army (1965) como Catherine Swan
- Giulietta de los espíritus (1965)
- Weekend, Italian Style (1965)
- Agente End (1966) como Margaret 'Minnie' Duke
- Love Italian Style (1965) como Ethel
- The Seventh Floor (1967) como Gloria Inzerna
- Eat It (1969) como bailarina
- The Fourth Wall (1969) como Helen
- Zíngara (1969) como Elizabeth McDonald
- Una storia d'amore (1969) como Miss Elizabeth
- Niño marimacho llamado Penny (1985) como Vila